# KIC 9832227
Désignations
KIC 9832227 est un système stellaire binaire à contact situé à environ 1 800 années-lumière de la Terre dans la constellation du Cygne. C'est aussi une étoile binaire à éclipses avec une périodicité d'environ 11 heures.
En 2017, une étude avait prédit la fusion des deux étoiles et qu'elle produirait une nova rouge lumineuse visible sur Terre en 2022. Une nouvelle étude publiée en 2018, incluant des observations supplémentaires, a cependant démontré que ce ne serait pas le cas.

## Évolution
La fusion de ces deux étoiles pourrait être visible à l’œil nu vers 2022 selon une étude de 2017, mais ceci est contesté par une étude ultérieure. Dans l'état des connaissances actuelles, on ne peut trancher totalement.
En 2017, Lawrence A. Molnar et ses collaborateurs étudient le système et montrent que, selon les observations qu'ils ont et les modèles, les deux étoiles seraient proches de fusionner, ce qui produirait une nova rouge lumineuse. Il était prévu que, sur Terre, l’événement serait visible à l'œil nu, en atteignant une magnitude visuelle de 2, pour six mois en 2022, à un an près.
Cependant, une nouvelle étude parue en 2018, incluant des observations supplémentaires de 2003, montre qu'il y avait une erreur de 12 heures (0,5 jour) sur l'heure de la plus ancienne mesure, de 1999, et qu'il n'y aurait donc pas de fusion observable en 2022,,,.